# Родні Стакі
Родні Норвелл Стакі  (англ. Rodney Norvell Stuckey, нар. 21 квітня 1986, Сіетл, США) — американський професіональний баскетболіст, що грав на позиції атакувального захисника за декілька команд НБА.

## Ігрова кар'єра
На університетському рівні грав за команду Істерн-Вашингтон (2005–2007). 2006 року був визнаний найкращим баскетболістом року конференції Big Sky.
2007 року був обраний у першому раунді драфту НБА під загальним 15-м номером командою «Детройт Пістонс». Професійну кар'єру розпочав 2007 року виступами за тих же «Детройт Пістонс», захищав кольори команди з Детройта протягом наступних 7 сезонів. За підсумками дебютного сезону був включений до другої збірної новачків.
23 грудня 2008 року провів найрезультативнішу гру в кар'єрі, забивши 40 очок в матчі проти «Чикаго Буллз». Взимку 2009 року взяв участь у матчі новачків під час зіркового вікенду.
Другою і останньою ж командою в кар'єрі гравця стала «Індіана Пейсерз», до складу якої він приєднався 2014 року і за яку відіграв 3 сезони.

## Статистика виступів в НБА

### Регулярний сезон
| Сезон             | Команда           | GP  | GS  | MPG  | FG%  | 3P%  | FT%  | RPG | APG | SPG | BPG | PPG  |
| ----------------- | ----------------- | --- | --- | ---- | ---- | ---- | ---- | --- | --- | --- | --- | ---- |
| 2007–08           | «Детройт Пістонс» | 57  | 2   | 19.0 | .401 | .188 | .814 | 2.3 | 2.8 | .9  | .1  | 7.6  |
| 2008–09           | «Детройт Пістонс» | 79  | 65  | 31.9 | .439 | .295 | .803 | 3.5 | 4.9 | 1.0 | .1  | 13.4 |
| 2009–10           | «Детройт Пістонс» | 73  | 67  | 34.2 | .405 | .228 | .833 | 3.8 | 4.8 | 1.4 | .2  | 16.6 |
| 2010–11           | «Детройт Пістонс» | 70  | 54  | 31.2 | .439 | .289 | .866 | 3.1 | 5.2 | 1.1 | .1  | 15.5 |
| 2011–12           | «Детройт Пістонс» | 55  | 48  | 29.9 | .429 | .317 | .834 | 2.6 | 3.8 | .8  | .2  | 14.8 |
| 2012–13           | «Детройт Пістонс» | 76  | 24  | 28.6 | .406 | .302 | .783 | 2.8 | 3.6 | .7  | .2  | 11.5 |
| 2013–14           | «Детройт Пістонс» | 73  | 5   | 26.7 | .436 | .273 | .836 | 2.3 | 2.1 | .7  | .1  | 13.9 |
| 2014–15           | «Індіана Пейсерз» | 71  | 36  | 26.4 | .440 | .390 | .819 | 3.5 | 3.1 | .8  | .1  | 12.6 |
| 2015–16           | «Індіана Пейсерз» | 58  | 1   | 22.0 | .413 | .241 | .829 | 2.7 | 2.4 | .7  | .1  | 8.9  |
| 2016–17           | «Індіана Пейсерз» | 39  | 0   | 17.8 | .373 | .317 | .748 | 2.2 | 2.2 | .4  | .0  | 7.2  |
| Усього за кар'єру | Усього за кар'єру | 612 | 302 | 28.1 | .425 | .298 | .827 | 3.0 | 3.7 | .9  | .2  | 12.9 |

### Плей-оф
| Сезон             | Команда           | GP | GS | MPG  | FG%  | 3P%  | FT%  | RPG | APG | SPG | BPG | PPG  |
| ----------------- | ----------------- | -- | -- | ---- | ---- | ---- | ---- | --- | --- | --- | --- | ---- |
| 2008              | «Детройт Пістонс» | 17 | 2  | 22.4 | .371 | .286 | .879 | 1.9 | 3.4 | 1.1 | .1  | 8.2  |
| 2009              | «Детройт Пістонс» | 4  | 4  | 32.0 | .393 | .000 | .857 | 2.3 | 5.3 | .0  | .0  | 15.0 |
| 2016              | «Індіана Пейсерз» | 7  | 0  | 17.9 | .395 | .500 | .556 | 2.1 | 2.0 | .6  | .1  | 6.3  |
| Усього за кар'єру | Усього за кар'єру | 28 | 6  | 22.6 | .382 | .280 | .840 | 2.0 | 3.3 | .8  | .1  | 8.7  |